# 胡志熊
胡志熊（？—？），湖北孝感人，是一名清朝政治人物。
胡志熊曾于1791年接替姚培原任南汇县知县一职，1793年由甄辅廷接任。1795年接替张桂林，又任该职，1796年由王劝接任。